# 1384
Il 1384 (MCCCLXXXIV in numeri romani) è un anno bisestile del XIV secolo.

## Eventi
- 5 novembre - Enguerrand di Coucy, dopo averla conquistata, vende la città di Arezzo a Firenze per 40000 fiorini d'oro pagabili a rate.
- Le Fiandre diventano possedimento del Duca di Borgogna.
- L'Austria vende Treviso a Francesco di Carrara.

## Nati
- 6 gennaio - Edmund Holland, IV conte di Kent, nobile inglese († 1408)
- 6 luglio - Alfonso de Cartagena, vescovo cattolico spagnolo († 1456)
- 11 agosto - Iolanda d'Aragona, principessa († 1443)
- 14 settembre - Khalil Sultan, sovrano († 1411)
- Antonio di Borgogna, nobile († 1415)
- Deshin Shekpa, monaco buddhista tibetano († 1415)
- Domenico di Prussia, monaco cristiano, presbitero e teologo tedesco († 1460)
- Giovanna di Navarra, nobildonna († 1413)
- Battista Malatesta, letterata, filosofa e poetessa italiana († 1448)
- Francesco Pandone, nobile e condottiero italiano († 1457)
- Sigismondo Polcastro, medico italiano († 1473)
- Francesca Romana, religiosa e mistica italiana († 1440)
- Enrique de Villena, nobile, scrittore e poeta spagnolo († 1434)
- Abd al-Rahman al-Tha'alibi, giurista e teologo arabo († 1471)
- Mariano da Siena, scrittore italiano
- Barbara di Legnica, nobildonna polacca († 1435)

## Morti
- 30 gennaio - Luigi II di Fiandra, conte (n. 1330)
- 29 febbraio - Hugues de Montrelais, cardinale e vescovo cattolico francese
- 26 maggio - Giovanni II d'Armagnac, nobile francese
- 7 giugno - Simon de Langres, vescovo cattolico francese
- 14 giugno - Leonardo Montaldo, doge (n. 1319)
- 18 giugno - Regina della Scala, sovrana italiana (n. 1331)
- 6 agosto - Francesco I Gattilusio, nobile italiano
- 6 agosto - Irene Paleologa, nobile bizantina
- 20 agosto - Geert Groote, olandese (n. 1340)
- 1º settembre - Magnus I di Meclemburgo-Schwerin, duca tedesco (n. 1345)
- 10 settembre - Giovanna di Penthièvre, nobile francese (n. 1319)
- 20 settembre - Luigi I d'Angiò, principe francese (n. 1339)
- 21 settembre - Matilde di Gheldria, duchessa (n. 1325)
- 4 ottobre - Luca Bertini, vescovo cattolico italiano
- 23 dicembre - Tommaso Preljubović, nobile serbo
- 31 dicembre - John Wyclif, teologo britannico
- Demetrio I Cantacuzeno, funzionario bizantino
- Giacomo Cavalli, militare e politico italiano
- Cecilia di Comminges, nobildonna francese
- William Douglas, I conte di Douglas, nobile scozzese
- Francesco d'Este, condottiero italiano (n. 1325)
- Giovanni di Fordun, storico e presbitero scozzese
- Joan Holland, nobile inglese (n. 1350)
- Wilhelm Horborch, giurista tedesco
- Kanami, attore teatrale e musicista giapponese (n. 1333)
- Pietro Piccolo da Monteforte, giurista e umanista italiano
- Marsiglio I Pio, politico italiano
- Clemente Secenari, vescovo cattolico italiano
- Rodolfo II da Varano, condottiero italiano

## Calendario
| Calendario 1384 | Calendario 1384 | Calendario 1384 | Calendario 1384 | Calendario 1384 | Calendario 1384 | Calendario 1384 | Calendario 1384 | Calendario 1384 | Calendario 1384 | Calendario 1384 | Calendario 1384 | Calendario 1384 | Calendario 1384 | Calendario 1384 | Calendario 1384 | Calendario 1384 | Calendario 1384 | Calendario 1384 | Calendario 1384 | Calendario 1384 | Calendario 1384 | Calendario 1384 | Calendario 1384 | Calendario 1384 | Calendario 1384 | Calendario 1384 | Calendario 1384 | Calendario 1384 | Calendario 1384 | Calendario 1384 | Calendario 1384 | Calendario 1384 |
| --------------- | --------------- | --------------- | --------------- | --------------- | --------------- | --------------- | --------------- | --------------- | --------------- | --------------- | --------------- | --------------- | --------------- | --------------- | --------------- | --------------- | --------------- | --------------- | --------------- | --------------- | --------------- | --------------- | --------------- | --------------- | --------------- | --------------- | --------------- | --------------- | --------------- | --------------- | --------------- | --------------- |
|                 | 1               | 2               | 3               | 4               | 5               | 6               | 7               | 8               | 9               | 10              | 11              | 12              | 13              | 14              | 15              | 16              | 17              | 18              | 19              | 20              | 21              | 22              | 23              | 24              | 25              | 26              | 27              | 28              | 29              | 30              | 31              |                 |
| Gennaio         | Ve              | Sa              | Do              | Lu              | Ma              | Me              | Gi              | Ve              | Sa              | Do              | Lu              | Ma              | Me              | Gi              | Ve              | Sa              | Do              | Lu              | Ma              | Me              | Gi              | Ve              | Sa              | Do              | Lu              | Ma              | Me              | Gi              | Ve              | Sa              | Do              |                 |
| Febbraio        | Lu              | Ma              | Me              | Gi              | Ve              | Sa              | Do              | Lu              | Ma              | Me              | Gi              | Ve              | Sa              | Do              | Lu              | Ma              | Me              | Gi              | Ve              | Sa              | Do              | Lu              | Ma              | Me              | Gi              | Ve              | Sa              | Do              | Lu              |                 |                 |                 |
| Marzo           | Ma              | Me              | Gi              | Ve              | Sa              | Do              | Lu              | Ma              | Me              | Gi              | Ve              | Sa              | Do              | Lu              | Ma              | Me              | Gi              | Ve              | Sa              | Do              | Lu              | Ma              | Me              | Gi              | Ve              | Sa              | Do              | Lu              | Ma              | Me              | Gi              |                 |
| Aprile          | Ve              | Sa              | Do              | Lu              | Ma              | Me              | Gi              | Ve              | Sa              | Do              | Lu              | Ma              | Me              | Gi              | Ve              | Sa              | Do              | Lu              | Ma              | Me              | Gi              | Ve              | Sa              | Do              | Lu              | Ma              | Me              | Gi              | Ve              | Sa              |                 |                 |
| Maggio          | Do              | Lu              | Ma              | Me              | Gi              | Ve              | Sa              | Do              | Lu              | Ma              | Me              | Gi              | Ve              | Sa              | Do              | Lu              | Ma              | Me              | Gi              | Ve              | Sa              | Do              | Lu              | Ma              | Me              | Gi              | Ve              | Sa              | Do              | Lu              | Ma              |                 |
| Giugno          | Me              | Gi              | Ve              | Sa              | Do              | Lu              | Ma              | Me              | Gi              | Ve              | Sa              | Do              | Lu              | Ma              | Me              | Gi              | Ve              | Sa              | Do              | Lu              | Ma              | Me              | Gi              | Ve              | Sa              | Do              | Lu              | Ma              | Me              | Gi              |                 |                 |
| Luglio          | Ve              | Sa              | Do              | Lu              | Ma              | Me              | Gi              | Ve              | Sa              | Do              | Lu              | Ma              | Me              | Gi              | Ve              | Sa              | Do              | Lu              | Ma              | Me              | Gi              | Ve              | Sa              | Do              | Lu              | Ma              | Me              | Gi              | Ve              | Sa              | Do              |                 |
| Agosto          | Lu              | Ma              | Me              | Gi              | Ve              | Sa              | Do              | Lu              | Ma              | Me              | Gi              | Ve              | Sa              | Do              | Lu              | Ma              | Me              | Gi              | Ve              | Sa              | Do              | Lu              | Ma              | Me              | Gi              | Ve              | Sa              | Do              | Lu              | Ma              | Me              |                 |
| Settembre       | Gi              | Ve              | Sa              | Do              | Lu              | Ma              | Me              | Gi              | Ve              | Sa              | Do              | Lu              | Ma              | Me              | Gi              | Ve              | Sa              | Do              | Lu              | Ma              | Me              | Gi              | Ve              | Sa              | Do              | Lu              | Ma              | Me              | Gi              | Ve              |                 |                 |
| Ottobre         | Sa              | Do              | Lu              | Ma              | Me              | Gi              | Ve              | Sa              | Do              | Lu              | Ma              | Me              | Gi              | Ve              | Sa              | Do              | Lu              | Ma              | Me              | Gi              | Ve              | Sa              | Do              | Lu              | Ma              | Me              | Gi              | Ve              | Sa              | Do              | Lu              |                 |
| Novembre        | Ma              | Me              | Gi              | Ve              | Sa              | Do              | Lu              | Ma              | Me              | Gi              | Ve              | Sa              | Do              | Lu              | Ma              | Me              | Gi              | Ve              | Sa              | Do              | Lu              | Ma              | Me              | Gi              | Ve              | Sa              | Do              | Lu              | Ma              | Me              |                 |                 |
| Dicembre        | Gi              | Ve              | Sa              | Do              | Lu              | Ma              | Me              | Gi              | Ve              | Sa              | Do              | Lu              | Ma              | Me              | Gi              | Ve              | Sa              | Do              | Lu              | Ma              | Me              | Gi              | Ve              | Sa              | Do              | Lu              | Ma              | Me              | Gi              | Ve              | Sa              |                 |